# 白颜树
白颜树（学名：Gironniera subaequalis），为榆科白颜树属下的一个种。